# Mimacraea neokoton
Mimacraea neokoton är en fjärilsart som beskrevs av Druce 1907. Mimacraea neokoton ingår i släktet Mimacraea och familjen juvelvingar. Inga underarter finns listade i Catalogue of Life.